# Schild’s Ladder
Schild’s Ladder ist ein Science-Fiction-Roman des australischen Schriftstellers Greg Egan. Die englische Ausgabe wurde im Jahr 2002 von der Orion Publishing Group in London veröffentlicht. Der Roman beschreibt die Auswirkungen eines Experimentes, welches einen unbeabsichtigten Vakuumzerfall auslöst, sowie die Untersuchungen des neuen Vakuums und der Reaktion auf dessen weitere Ausbreitung mehrere Jahrhunderte in der Zukunft. Der Titel bezieht sich auf Schilds Leiter aus der Differentialgeometrie, welche von Alfred Schild in Vorlesungen an der Universität Princeton eingeführt wurde. Greg Egan schreibt im Nachwort des Romans, in Gravitation von Charles W. Misner, Kip S. Thorne und John A. Wheeler erstmals auf die Konstruktion gestoßen zu sein.

## Konzepte
Quantengraphtheorie (engl. quantum graph theory, abgekürzt QGT): Fiktive Version der Schleifenquantengravitation, welche die Allgemeine Relativitätstheorie und die Quantenmechanik mithilfe von weiterentwickelten Spin-Netzwerken vereinigt. Eine Zuordnung von Wahrscheinlichkeitsamplituden zu diesen ist durch die fiktiven Sarumpaet-Regeln gegeben, welche vom javanesischen Physiker Kusnanto Sarumpaet in sechs Papern von 2035 bis 2038 aufgestellt wurden. Erklärungen, Veranschaulichung und Berechnungen zum realen Konzept von Spin-Netzwerken sind auf der Webseite von Greg Egan zu finden.
Qusp: Abkürzung für Quantum Singleton Processor. Quantencomputer, welcher eine einzelne Berechnung durchführen kann ohne alternative Abzweigungen gemäß der Viele-Welten-Interpretation der Quantenmechanik zu realisieren sowie das menschliche Gehirn inzwischen ersetzt hat. Informationen auf einem Qusp und dadurch auch ein Bewusstsein können mit Lichtgeschwindigkeit zu einem anderen Qusp übertragen werden. Da dies bei Reise zwischen verschiedenen Systemen mit enormem Zeitverlust einhergeht (zu Beginn des Romans etwa mit 740 Jahren), verbringen viele Menschen trotz dieser Möglichkeit ihr gesamtes Leben auf einem einzigen Planeten. Der Qusp spielt ebenfalls eine Rolle in den Kurzgeschichten Singleton (direkt erwähnt) und Orakel (nur beschrieben), welche beide komplett auf der Webseite von Greg Egan verfügbar sind.

## Handlung
Zwanzigtausend Jahre nach Formulierung der Sarumpaet-Regeln entdeckt Cass, eine Wissenschaftlerin von der Erde, einen Quantengraphen, welcher ein alternatives Vakuum beschreibt. Cass reist zur Mimosa-Station in einer Entfernung von dreihundertsiebzig Lichtjahren zum Sonnensystem, um dieses gemäß der Sarumpaet-Regeln instabile Novo-Vakuum experimentell zu untersuchen. Dabei stellt sich jedoch deren Unvollständigkeit heraus und das erzeugte Nova-Vakuum beginnt stattdessen mit halber Lichtgeschwindigkeit zu expandieren.
Sechshundertfünf Jahre nach Erzeugung des Nova-Vakuums sind bereits über zweitausend bewohnte Sternensysteme von diesem verschlungen worden. Zwei Fraktionen haben sich herausgebildet, welche das Nova-Vakuum entweder eindämmen oder zerstören wollen. Nahe der Grenze fliegt das Raumschiff Rindler dem Nova-Vakuum voraus, angetrieben durch beim Zerfall des gewöhnlichen Vakuum entstehendes multispektrales Licht. Eine Untersuchung der Quantengraphen des Nova-Vakuums zeigt dessen extrem komplizierte Struktur, welche nicht nur die bisher bekannte Physik zu Spezialfällen reduziert, sondern ebenfalls Leben auf der Größenordnung der Planck-Skala entstehen ließ. Dies intensiviert die Diskussionen zwischen den beiden Fraktionen, da die Zerstörung des Nova-Vakuums nun auch einem Genozid gleichkäme. Zur genaueren Untersuchung wird das Raumschiff Sarumpaet ins Nova-Vakuum geschickt und der Kontakt mit den Völkern dort aufgenommen. Dabei stellt sich heraus, dass Cass in einer  von diesen erzeugten Blase des alten Vakuums auf Femtoebene überlebt hat und nun zurück in ihre Heimat kommen will.

## Hintergrund (Literatur)
Der Roman war für den Locus Award und den Prometheus Award im Jahr 2003 nominiert gewesen und erreichte bei ersterem den 10. Platz.

## Hintergrund (Mathematik und Physik)
Aufgrund der Ausbreitung des Nova-Vakuums mit halber Lichtgeschwindigkeit spielen relativistische Effekte bei dessen Erscheinung eine wichtige Rolle, etwa erscheint es nicht kugelförmig und bedeckt bei Mitbewegung nahe der Grenze nicht die gesamte Hemisphäre. Visualisierung und Berechnung dieser Effekte sind auf der Webseite von Greg Egan zu finden.
Eine wichtige Rolle im Roman spielt das reale Prinzip der Dekohärenz. Dieses beschreibt wie die Wechselwirkung eines quantenmechanischen Zustandes mit dessen Umgebung zum Verlust der charakteristischen Eigenschaften führt, die dieses von einem klassischen mechanischen System unterscheidet. Ein Beispiel ist die Änderung des Musters auf dem Schirm beim Doppelspaltexperiment, wenn Messungen an den Schlitzen durchgeführt werden, um das hindurchfliegende Elektron zu detektieren. In diesem Fall ergibt sich kein Interferenzmuster, sondern zwei verschwommene Linien hinter den Schlitzen.
Im Roman werden mehrere Konzepte aus der höheren Mathematik erwähnt, darunter der die Struktur einer Kähler-Mannigfaltigkeit zulassende vierte komplexe projektive Raum {\displaystyle \mathbb {C} P^{4}}, das {\displaystyle \operatorname {SO} (3)}-Hauptfaserbündel {\displaystyle \operatorname {SO} (4)\twoheadrightarrow \operatorname {SO} (4)/\operatorname {SO} (3)\cong S^{3}}, die generalisierte spezielle orthogonale Gruppe {\displaystyle \operatorname {SO} (2,2)} und die exeptionelle Lie-Gruppe {\displaystyle E_{7}}. Erklärungen zu den speziellen orthogonalen Lie-Gruppen {\displaystyle \operatorname {SO} (3)} und {\displaystyle \operatorname {SO} (4)} finden sich auf der Webseite von Greg Egan in den Erklärungen zur Orthogonal-Trilogie.
Während der Arbeit an Schild’s Ladder beteiligte sich Greg Egan an der realen Forschung zu Spin-Netzwerken. Mit J. Daniel Christensen und John Baez entstanden dabei zwei Paper über Riemannsche 10j-Symbole.

## Kritik
Karen Burnham schreibt in Strange Horizons, dass der Roman nicht einfach zu lesen sei („it is not an easy read“), da die Quantenphysik darin ihr trotz eines Bachelorabschlusses in Physik schwer zugänglich ist. („Despite my B.S. in physics, his quantum mechanics is way beyond me.“) Egan zeichnet eine Zukunft, welche grenzenlose Möglichkeit für die Menschen bietet, aber doch erkennbar menschlich sei. („Egan paints a future where one can revel in the possibilities of infinite human variety, yet all are still recognizably human.“) Es gäbe eine gute Handlung mit passender Geschwindigkeit, spaßigen Charakteren und einer lichten Atmosphäre („a good plot, with strong pacing, fun characters, and an atmosphere of lightness“).